# حطام
الحُطَام هو إثلب أو حطام سفن أو نفاياتٌ أوأطلالٌ أو مخلفات أو قمامة مهملة أوبقايا متناثرة لشيء مدمر أو كما هو الحال في علم طبقات الأرض شظايا صخرية كبيرة خلفه ذوبان الأنهار الجليدية وما إلى ذلك. اعتمادًا على السياق يمكن أن يشير الحطام إلى عدد من الأشياء المختلفة.

## الكوارث
تعتاد الكوارث ان تسبب أضرار وخيمة على سطح الأرض ومنها إعصار تورنادو الذي ترك وراءه منازل محطمة كثيرة وفوضى عارمة فإعصار تورنادو قد يحمل مخلفات في جوفة خلال دورانه فرياح إعصار تورنادو تستولي على مدار الرياح ويدور داخل الدوامة ويكون نصف قطر رياح إعصار تورنادو أكبر من القمع نفسه وأيضا لدينا ما يسمى بإعصار هوريكيين وتسونامي يحملون عدد أكبر من المخلفات مثل هوريكيين كاترينا في عام 2005 وهوريكيين ساندي في عام 2012 أيضا الزلازل تحول المدن إلى ركام.

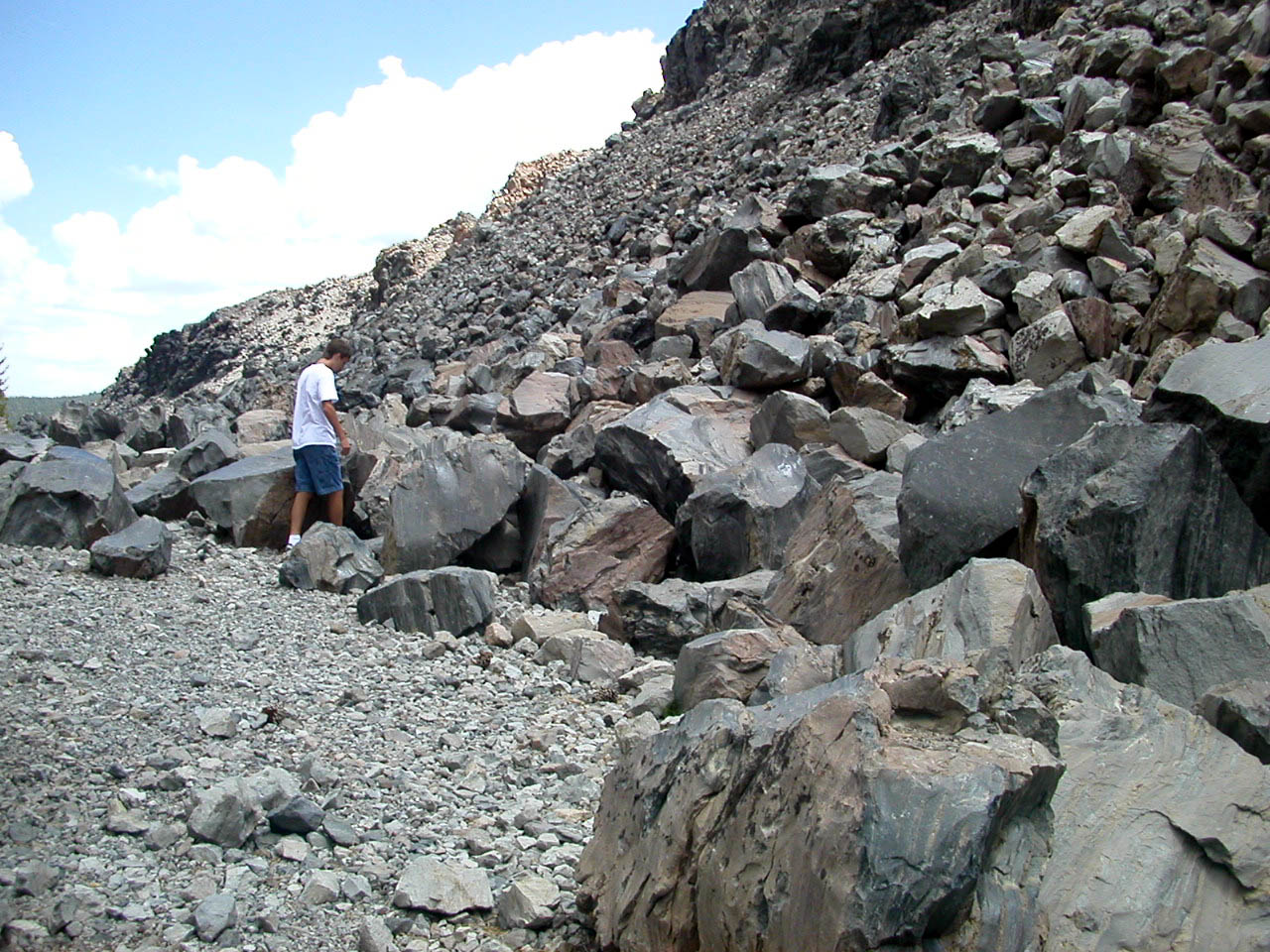
قبة السبج كلفرنية

## جغرافيا
عادة ما يطلق على المخلفات في علم الأرض بحطام أو بقايا نشاطات جغرافية مثل الانهيارات الأرضية وانفجار البراكين والانهيارات الجليدية أو بما يسمى بالفيضانات الجليدية والحمم وكما يمكن أن تحمل الرياح عدد من المخلفات وتسمى بالمخلفات الطائرة وعندما تتراكم هذه المخلفات عند جوانب التلال يطلق عليها اسم «ركام صخري» أما في التعدين فيطلق عليها اسم مخلفات وهي مكونة من فتات الأحجار المحتوية على القليل من الخام.

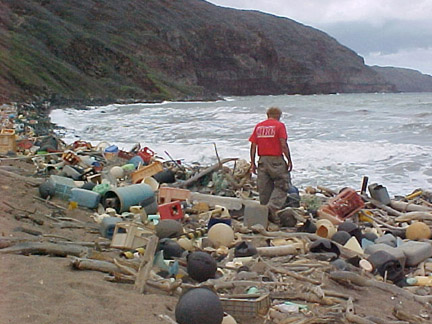
المخلفات البحرية على شاطئ هاواي

## مخلفات البحار
تحتوي المخلفات البحرية على نفايات طافحة مثل العلب المعدنية والقوارير والسيتافورم والسفن السياحية واستكشاف مرافق إنتاج النفط والغاز وأيضا أدوات الصيد من القوارب المهنية والترفيهية وتسمى المخلفات البحرية بمقذوفات البحر أو حطام السفن أو وسخ ومن الأشياء الأخرى التي تحتويها المخلفات البحرية هي إطارات السيارات وزجاجات المنظفات والنفايات الطبية وسنارات وشبكات الصيد وعلب الصودا والنفايات الصلبة.
بالإضافة إلى أن المنظر قبيح وغير حضاري يمكن أن تشكل هذه المخلفات البحرية تهديدا خطيرا للحياة البحرية والقوارب والسباحين والغواصين وغيرهم. كمثال على ذلك، كل سنة الملايين من الطيور والسلاحف والأسماك والثديات البحرية الأخرى تبقى عالقة في المخلفات البحرية أو تأكل قطع البلاستيك معتقدة بأنه طعام ففي العام الواحد يتم صيد ما يصل إلى 30.000 من فقمات الفراء الشمالية عالقون في شباك الصيد المهجورة أو مختنقة بها وكما تعتقد الحيتان أيضا بأن أكياس البلاستيك عبارة عن حبار والطيور تعتقد أن القطع الصغيرة من البلاستيك عبارة عن بيض أسماك ولا زالت هذه الحيوانات تأكل البلاستيك عن طريق الخطأ معتقدة بأنه طعام حقيقي. التركيز الأكبر على هذه المخلفات البحرية الجمة هي على المحيط الهادي حيث أنه يحتوي على مستنقع ضخم من المخلفات. عادةً ما تنشأ هذه المخلفات البحرية من الأراضي البرية والعديد من الوكالات العالمية الآن تعمل على الحد من كمية المخلفات البحرية في العالم.

## علم الأرصاد
حسب علم الأرصاد فمسمى الحطام هنا يختلف حيث انها بقايا من مسكن الإنسان والنباتات الطبيعية بعد حدوث عاصفة وتسمى بحطام العاصفة وعادة ما تحتوي على مواد التسقيف وأطراف الأشجار التي سقطت وخطوط الكهرباء والأعمدة والقمامة ذات الرائحة فالمخلفات التي تسببها العاصفة من الممكن أن تشكل خطرًا بعد وقوع العاصفة مباشرة في أن تمنع وصول الأفراد التي قد تتطلب خدمة الطوارئ بسهولة. هذه المخلفات موجودة بكميات كبيرة حتى أصبحت مشكلة عويصة عند المجتمع، بالإضافة إلى أن حطام العواصف خطرا بطبيعته فعدد الوفيات سنويا مرتبط بخطوط الكهرباء التي تسقط بسبب العواصف.

## الفضاء
مخلفات الفضاء عادة ما تعود على انها بقايا من المركبات الفضائية التي سقطت على الأرض أو لا زالت تسبح في مدار الأرض وتحتوي على مكونات طبيعية مثل كتل من الصخور والجليد حيث ان مشكلة الحطام الفضائي ازدادت بسبب برامج فضائية مختلفة خلفتها إطلاق الصواريخ والانفجارات وإصلاحات في مدار الأرض المنخفض والبعيد وقد بلغت الأجزاء التي تدور حول المدار نسبة كبيرة بما يكفي لتشكل خطراً على الفضاء في المستقبل لكل من الأقمار الصناعية والمركبات المأهولة. العديد من الوكالات الحكومية والمنظمات العالمية بدأت تتبُع حطام الفضاء وتبحث عن الحلول لهذه المشكلة في حين أن جميع هذه المواد تفاقم حجمها من حجم حبة جوز ومسمار إلى أقمار صناعية ومركبات فضائية قد تسقط على الأرض والعديد من المواد الأخرى تبقى سابحة في مجال الأرض البعيد لقرون وقد سجلت سرعة بعض الخرد الموجودة في الفضاء على ما يزيد عن 17000 ميل في الساعة (27.000 كم / ساعة) فبعض حطام الفضاء تسقط إلى الأرض مخلفة وراءها حطامًا ملتهبًا كالنيزك فحطام القرص هو قرص نجمي دوار مكون إما من غبار كوني وحطام حول مجال النجمة.

## الجراحة
عادة ما يرمز بالمخلفات في الطب إلى انها مواد بيولوجية تراكمت أو استقرت في العمليات الجراحية ويشار إليها باسم الحطام الجراحي حيث انه يمكن أن يؤدي إلى الإصابة بعدوى أو عدوى المستشفيات أو بما يسمى بالخمج المشفوي إذا لم يزال أو لم تطهر الأدوات المصابة.

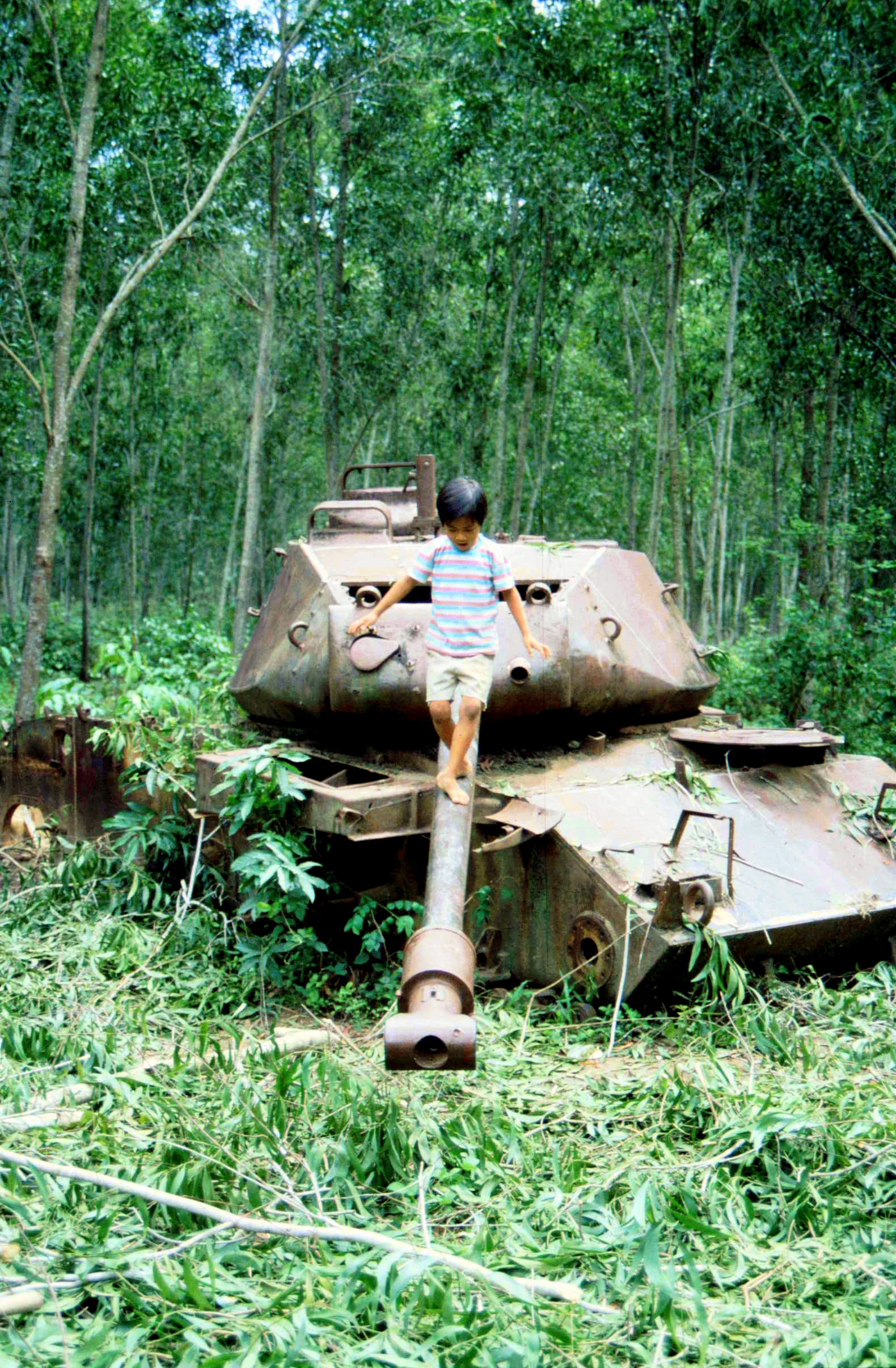
طفل يلعب على دبابة مهجورة خارج بنوم بنه ، كمبوديا في عام 1991

## الحرب
يعد ما تخلفه الحروب وراءها من مناطق الصراع من أجهزة ومركبات مهجورة وألغام وذخائر غير مستغلة وأغلفة الرصاص وغيرها من المعادن الثقيلة، أن تكون قاتلة ومستمرة في قتل وتشويه السكان لسنوات حتى بعد انتهاء الصراع. أيضًا قد يمنع هذا الحِطام أو يأخر عودة اللاجئين بالإضافة إلى أن حِطام الحروب تحتوي على مواد كيميائية أو اشعاعات خطيرة جدًا والتي من الممكن أن تلوث الأرض أو تسمم الذين يتعاملون معها. العديد من وكالات إزالة الألغام مشاركِة في إزالة حطام الحروب فالألغام الأرضية تشكل خطرًا كبيرًا لأنها تبقى نشطة لعقود ولهذا السبب منعتها منظمات الحروب العالمية. في عام 2006 من شهر نوفمبر نص البروتوكول المتعلق بالمتفجرات المتبقية بعد الحرب حيث انضمت 92 دولة في المعاهدة وتطلبت من الأطراف المعنية المساعدة في إزالة الألغام الغير المستخرجة بعد انتهاء الحرب فمن الدول المتضررة بمخلفات الحروب هي أفغانستان وأنغولا ولاوس والعراق. يمكن العثور على الحطام العسكري في نطاقات إطلاق النار ومناطق التدريب العسكري ومن الممكن أيضًا استخدام هذه المخلفات كغطاء لأهداف عسكرية.